# 2024-es Formula–E Portland nagydíj
A 2024-es Formula–E Portland nagydíj egy két fordulóból álló versenyhétvége volt, melyet június 29-én és 30-án rendeztek meg a Portland Internacional Raceway-en. Ezek a versenyek voltak a 2023-2024-es szezon tizenharmadik és tizennegyedik fordulója. Magyar idő szerint mind a két futam este 11-kor rajtolt, amit az Eurosport 1 közvetített. Mindkét versenyt António Félix da Costa nyerte.

## Pilótacsere
Betegség miatt Oliver Rowland-et Caio Collet helyettesíti a Nissan Formula E Team-nél.

## 1. verseny

### 1. szabadedzés
| Poz. | #  | Versenyző              | Csapat                           | Idő      | Különbség |
| ---- | -- | ---------------------- | -------------------------------- | -------- | --------- |
| 1    | 17 | Norman Nato            | Andretti Formula E               | 1:09.079 | N/A       |
| 2    | 9  | Mitch Evans            | Jaguar TCS Racing                | 1:09.253 | +0.174    |
| 3    | 37 | Nick Cassidy           | Jaguar TCS Racing                | 1:09.286 | +0.207    |
| 4    | 13 | António Félix da Costa | TAG Heuer Porsche Formula E Team | 1:09.317 | +0.238    |
| 5    | 21 | Nyck de Vries          | Mahindra Racing                  | 1:09.419 | +0.340    |
| 6    | 11 | Lucas di Grassi        | ABT CUPRA Formula E Team         | 1:09.457 | +0.378    |
| 7    | 94 | Pascal Wehrlein        | TAG Heuer Porsche Formula E Team | 1:09.525 | +0.446    |
| 8    | 3  | Sérgio Sette Câmara    | ERT Formula E Team               | 1:09.612 | +0.533    |
| 9    | 7  | Maximilian Günther     | Maserati MSG Racing              | 1:09.650 | +0.571    |
| 10   | 48 | Edoardo Mortara        | Mahindra Racing                  | 1:09.659 | +0.580    |
| 11   | 18 | Jehan Daruvala         | Maserati MSG Racing              | 1:09.803 | +0.724    |
| 12   | 1  | Jake Dennis            | Andretti Formula E               | 1:09.816 | +0.737    |
| 13   | 8  | Sam Bird               | NEOM McLaren Formula E Team      | 1:09.829 | +0.750    |
| 14   | 51 | Nico Müller            | ABT CUPRA Formula E Team         | 1:09.840 | +0.761    |
| 15   | 25 | Jean-Éric Vergne       | DS Penske                        | 1:09.848 | +0.769    |
| 16   | 2  | Stoffel Vandoorne      | DS Penske                        | 1:09.903 | +0.824    |
| 17   | 5  | Jake Hughes            | NEOM McLaren Formula E Team      | 1:09.916 | +0.837    |
| 18   | 33 | Dan Ticktum            | ERT Formula E Team               | 1:09.916 | +0.837    |
| 19   | 22 | Caio Collet            | Nissan Formula E Team            | 1:10.015 | +0.936    |
| 20   | 4  | Robin Frijns           | Envision Racing                  | 1:10.071 | +0.992    |
| 21   | 23 | Sacha Fenestraz        | Nissan Formula E Team            | 1:10.322 | +1.243    |
| 22   | 16 | Sébastien Buemi        | Envision Racing                  | 1:12.559 | +3.480    |

### 2. szabadedzés
| Poz. | #  | Versenyző              | Csapat                           | Idő      | Különbség |
| ---- | -- | ---------------------- | -------------------------------- | -------- | --------- |
| 1    | 13 | António Félix da Costa | TAG Heuer Porsche Formula E Team | 1:08.787 | N/A       |
| 2    | 17 | Norman Nato            | Andretti Formula E               | 1:08.913 | +0.126    |
| 3    | 37 | Nick Cassidy           | Jaguar TCS Racing                | 1:09.016 | +0.229    |
| 4    | 1  | Jake Dennis            | Andretti Formula E               | 1:09.058 | +0.271    |
| 5    | 22 | Caio Collet            | Nissan Formula E Team            | 1:09.108 | +0.321    |
| 6    | 33 | Dan Ticktum            | ERT Formula E Team               | 1:09.109 | +0.322    |
| 7    | 16 | Sébastien Buemi        | Envision Racing                  | 1:09.123 | +0.336    |
| 8    | 4  | Robin Frijns           | Envision Racing                  | 1:09.129 | +0.342    |
| 9    | 94 | Pascal Wehrlein        | TAG Heuer Porsche Formula E Team | 1:09.178 | +0.391    |
| 10   | 8  | Sam Bird               | NEOM McLaren Formula E Team      | 1:09.196 | +0.409    |
| 11   | 51 | Nico Müller            | ABT CUPRA Formula E Team         | 1:09.209 | +0.422    |
| 12   | 9  | Mitch Evans            | Jaguar TCS Racing                | 1:09.215 | +0.428    |
| 13   | 3  | Sérgio Sette Câmara    | ERT Fotmula E Team               | 1:09.278 | +0.491    |
| 14   | 48 | Edoardo Mortara        | Mahindra Racing                  | 1:09.314 | +0.527    |
| 15   | 11 | Lucas di Grassi        | ABT CUPRA Formula E Team         | 1:09.344 | +0.557    |
| 16   | 5  | Jake Hughes            | NEOM McLaren Formula E Team      | 1:09.353 | +0.566    |
| 17   | 21 | Nyck de Vries          | Mahindra Racing                  | 1:09.385 | +0.598    |
| 18   | 7  | Maximilian Günther     | Maserati MSG Racing              | 1:09.464 | +0.677    |
| 19   | 2  | Stoffel Vandoorne      | DS Penske                        | 1:09.697 | +0.910    |
| 20   | 18 | Jehan Daruvala         | Maserati MSG Racing              | 1:09.740 | +0.953    |
| 21   | 25 | Jean-Éric Vergne       | DS Penske                        | 1:09.904 | +1.117    |
| 22   | 23 | Sacha Fenestraz        | Nissan Formula E Team            | 1:19.755 | +10.968   |

### Időmérő
Formula E-s időmérős formátum: A csoportból az első 4 jut tovább a párbajba. A csoportba a világbajnoki tabella alapján kerülnek be a versenyzők, a páratlanok az A, míg a páros helyezettek a B csoportba kerülnek. A csoportkörben a versenyzők maximum 300kW energiát használhatnak fel, míg a párbajok során ez a szám 350kW-ra emelkedik. Aki megszerzi az első rajtkockát, 3 világbajnoki pontot szerez.

#### Csoportkör

##### A csoport
| Poz. | #  | Versenyző           | Csapat                      | Idő      | Különbség |
| ---- | -- | ------------------- | --------------------------- | -------- | --------- |
| 1    | 5  | Jake Hughes         | NEOM McLaren Formula E Team | 1:09.775 | N/A       |
| 2    | 9  | Mitch Evans         | Jaguar TCS Racing           | 1:09.777 | +0.002    |
| 3    | 11 | Lucas di Grassi     | ABT CUPRA Formula E Team    | 1:09.942 | +0.167    |
| 4    | 48 | Edoardo Mortara     | Mahindra Racing             | 1:09.966 | +0.191    |
|      |    |                     |                             |          |           |
| 5    | 51 | Nico Müller         | ABT CUPRA Formula E Team    | 1:09.998 | +0.223    |
| 6    | 16 | Sébastien Buemi     | Envision Racing             | 1:10.017 | +0.242    |
| 7    | 37 | Nick Cassidy        | Jaguar TCS Racing           | 1:10.036 | +0.261    |
| 8    | 25 | Jean-Éric Vergne    | DS Penske                   | 1:10.157 | +0.382    |
| 9    | 8  | Sam Bird            | Jaguar TCS Racing           | 1:10.263 | +0.488    |
| 10   | 7  | Maximilian Günther  | Maserati MSG Racing         | 1:10.345 | +0.570    |
| 11   | 3  | Sérgio Sette Câmara | ERT Formula E Team          | 1:10.803 | +1.028    |

##### B csoport
| Poz. | #  | Versenyző              | Csapat                           | Idő      | Különbség |
| ---- | -- | ---------------------- | -------------------------------- | -------- | --------- |
| 1    | 33 | Dan Ticktum            | ERT Formula E Team               | 1:09.766 | N/A       |
| 2    | 13 | António Félix da Costa | TAG Heuer Porsche Formula E Team | 1:09.779 | +0.013    |
| 3    | 4  | Robin Frijns           | Envision Racing                  | 1:09.849 | +0.083    |
| 4    | 17 | Norman Nato            | Andretti Formula E               | 1:09.878 | +0.112    |
|      |    |                        |                                  |          |           |
| 5    | 94 | Pascal Wehrlein        | TAG Heuer Porsche Formula E Team | 1:09.899 | +0.133    |
| 6    | 1  | Jake Dennis            | Andretti Formula E               | 1:10.001 | +0.235    |
| 7    | 22 | Caio Collet            | Nissan Formula E Team            | 1:10.036 | +0.270    |
| 8    | 23 | Sacha Fenestraz        | Nissan Formula E Team            | 1:10.062 | +0.296    |
| 9    | 2  | Stoffel Vandoorne      | DS Penske                        | 1:10.098 | +0.332    |
| 10   | 18 | Jehan Daruvala         | Maserati MSG Racing              | 1:10.127 | +0.361    |
| 11   | 21 | Nyck de Vries          | Mahindra Racing                  | 1:10.201 | +0.435    |

#### Párbaj
|  | Negyeddöntő | Negyeddöntő            | Negyeddöntő            |             |  | Középdöntő | Középdöntő | Középdöntő |  |  | Döntő | Döntő | Döntő |  |
|  |             |                        |                        |             |  |            |            |            |  |  |       |       |       |  |
|  | A2          | Mitch Evans            | Mitch Evans            |             |  |            |            |            |  |  |       |       |       |  |
|  | A2          | Mitch Evans            | Mitch Evans            |             |  |            |            |            |  |  |       |       |       |  |
|  | A3          | Lucas di Grassi        | Lucas di Grassi        |             |  |            |            |            |  |  |       |       |       |  |
|  | A3          | Lucas di Grassi        | Lucas di Grassi        | Mitch Evans |  |            |            |            |  |  |       |       |       |  |
|  |             |                        |                        |             |  |            |            |            |  |  |       |       |       |  |
|  |             |                        | Jake Hughes            |             |  |            |            |            |  |  |       |       |       |  |
|  | A1          | Jake Hughes            | Jake Hughes            |             |  |            |            |            |  |  |       |       |       |  |
|  | A1          | Jake Hughes            | Jake Hughes            |             |  |            |            |            |  |  |       |       |       |  |
|  | A4          | Edoardo Mortara        | Edoardo Mortara        |             |  |            |            |            |  |  |       |       |       |  |
|  | A4          | Edoardo Mortara        | Edoardo Mortara        | Mitch Evans |  |            |            |            |  |  |       |       |       |  |
|  |             |                        |                        |             |  |            |            |            |  |  |       |       |       |  |
|  |             |                        | Norman Nato            |             |  |            |            |            |  |  |       |       |       |  |
|  | B2          | Robin Frijns           | Robin Frijns           |             |  |            |            |            |  |  |       |       |       |  |
|  | B2          | Robin Frijns           | Robin Frijns           |             |  |            |            |            |  |  |       |       |       |  |
|  | B3          | António Félix da Costa | António Félix da Costa |             |  |            |            |            |  |  |       |       |       |  |
|  | B3          | António Félix da Costa | António Félix da Costa | Norman Nato |  |            |            |            |  |  |       |       |       |  |
|  |             |                        |                        |             |  |            |            |            |  |  |       |       |       |  |
|  |             |                        | Robin Frijns           |             |  |            |            |            |  |  |       |       |       |  |
|  | B1          | Norman Nato            | Norman Nato            |             |  |            |            |            |  |  |       |       |       |  |
|  | B1          | Norman Nato            | Norman Nato            |             |  |            |            |            |  |  |       |       |       |  |
|  | B4          | Dan Ticktum            | Dan Ticktum            |             |  |            |            |            |  |  |       |       |       |  |

#### Időmérő eredményének összefoglalója
| Poz. | #  | Versenyző              | Csapat    | A        | B        | ND       | KD       | D        | Rajtrács |
| ---- | -- | ---------------------- | --------- | -------- | -------- | -------- | -------- | -------- | -------- |
| 1.   | 9  | Mitch Evans            | Jaguar    | 1:09.777 | N/A      | 1:08.974 | 1:08.664 | 1:08.820 | 1.       |
| 2.   | 17 | Norman Nato            | Andretti  | N/A      | 1:09.878 | 1:09.026 | 1:08.810 | 1:09.016 | 11.      |
| 3.   | 5  | Jake Hughes            | McLaren   | 1:09.775 | N/A      | 1:08.941 | 1:08.925 | N/A      | 2.       |
| 4.   | 4  | Robin Frijns           | Envision  | N/A      | 1:09.849 | 1:08.878 | 1:09.090 | N/A      | 3.       |
| 5.   | 13 | António Félix da Costa | Porsche   | N/A      | 1:09.779 | 1:08.924 | N/A      | N/A      | 4.       |
| 6.   | 33 | Dan Ticktum            | ERT       | N/A      | 1:09.766 | 1:09.109 | N/A      | N/A      | 5.       |
| 7.   | 11 | Lucas di Grassi        | ABT CUPRA | 1:09.942 | N/A      | 1:09.357 | N/A      | N/A      | 12.      |
| 8.   | 48 | Edoardo Mortara        | Mahindra  | 1:09.966 | N/A      | 1:27.183 | N/A      | N/A      | 6.       |
| 9.   | 51 | Nico Müller            | ABT CUPRA | 1:09.998 | N/A      | N/A      | N/A      | N/A      | 7.       |
| 10.  | 94 | Pascal Wehrlein        | Porsche   | N/A      | 1:09.899 | N/A      | N/A      | N/A      | 8.       |
| 11.  | 16 | Sébastien Buemi        | Envision  | 1:10.017 | N/A      | N/A      | N/A      | N/A      | 22.      |
| 12.  | 1  | Jake Dennis            | Andretti  | N/A      | 1:10.001 | N/A      | N/A      | N/A      | 9.       |
| 13.  | 37 | Nick Cassidy           | Jaguar    | 1:10.036 | N/A      | N/A      | N/A      | N/A      | 10.      |
| 14.  | 22 | Caio Collet            | Nissan    | N/A      | 1:10.036 | N/A      | N/A      | N/A      | 13.      |
| 15.  | 25 | Jean-Éric Vergne       | DS Penske | 1:10.157 | N/A      | N/A      | N/A      | N/A      | 14       |
| 16.  | 23 | Sacha Fenestraz        | Nissan    | N/A      | 1:10.062 | N/A      | N/A      | N/A      | 15.      |
| 17.  | 8  | Sam Bird               | McLaren   | 1:10.263 | N/A      | N/A      | N/A      | N/A      | 19.      |
| 18.  | 2  | Stoffel Vandoorne      | DS Penske | N/A      | 1:10.098 | N/A      | N/A      | N/A      | 16.      |
| 19.  | 7  | Maximilian Günther     | Maserati  | 1:10.345 | N/A      | N/A      | N/A      | N/A      | 17.      |
| 20.  | 18 | Jehan Daruvala         | Maserati  | N/A      | 1:10.127 | N/A      | N/A      | N/A      | 18.      |
| 21.  | 3  | Sérgio Sette Câmara    | ERT       | 1:10.803 | N/A      | N/A      | N/A      | N/A      | 21.      |
| 22.  | 21 | Nyck de Vries          | Mahindra  | N/A      | 1:10.201 | N/A      | N/A      | N/A      | 20.      |

1. ↑  10 rajthelyes büntetés, mivel az első szabadedzés során megszerezte a 3. megrovását ebben a szezonban
2. ↑  Az utolsó Sanghaj-i versenyen leszorította Jehan Daruvala-t, ami miatt 3 rajthelyes büntetést kapott
3. ↑  Az utolsó Sanghaj-i versenyen leszorította Dan Ticktum-ot, amiért 3 rajthelyes büntetést kapott
4. ↑  20 rajthelyes büntetés motorkomponens (MGU) csere miatt. Mivel nem tudta a teljes büntetést letölteni, így a versenyen egy 10 másodperces stop and go büntetést is kapott
5. ↑  Az utolsó Sanghaj-i versenyen ütközött Nyck de Vries-szel a 11-es kanyarban, ezért 5 rajthelyes büntetést kapott
6. ↑  3 rajthelyes büntetés, mert feltartotta az időmérőn Jean-Éric Vergne-t
7. ↑  Az utolsó Sanghaj-i versenyen leszorította Jehan Daruvala-t, ami miatt 3 rajthelyes büntetést kapott

### Futam
| Poz. | #  | Versenyző              | Csapat                           | Idő/kiesés oka | Rajthely | Pontok |
| ---- | -- | ---------------------- | -------------------------------- | -------------- | -------- | ------ |
| 1.   | 13 | António Félix da Costa | TAG Heuer Porsche Formula E Team | 34:00.097      | 4.       | 25     |
| 2.   | 4  | Robin Frijns           | Envision Racing                  | +0.415         | 3.       | 18     |
| 3.   | 25 | Jean-Éric Vergne       | DS Penske                        | +1.440         | 14.      | 15     |
| 4.   | 48 | Edoardo Mortara        | Mahindra Racing                  | +1.701         | 6.       | 12     |
| 5.   | 51 | Nico Müller            | ABT CUPRA Formula E Team         | +2.086         | 7.       | 10     |
| 6.   | 1  | Jake Dennis            | Andretti Formula E               | +2.634         | 9.       | 8      |
| 7.   | 8  | Sam Bird               | NEOM McLaren Formula E Team      | +2.858         | 19.      | 6      |
| 8.   | 9  | Mitch Evans            | Jaguar TCS Racing                | +4.507         | 1.       | 4+3+1  |
| 9.   | 2  | Stoffel Vandoorne      | DS Penske                        | +5.183         | 16.      | 2      |
| 10.  | 94 | Pascal Wehrlein        | TAG Heuer Porsche Formula E Team | +5.653         | 8.       | 1      |
| 11.  | 11 | Lucas di Grassi        | ABT CUPRA Formula E Team         | +6.325         | 12.      | N/A    |
| 12.  | 21 | Nyck de Vries          | Mahindra Racing                  | +6.477         | 20.      | N/A    |
| 13.  | 17 | Norman Nato            | Andretti Formula E               | +6.487         | 11.      | N/A    |
| 14.  | 3  | Sérgio Sette Câmara    | ERT Formula E Team               | +6.857         | 21.      | N/A    |
| 15.  | 23 | Sacha Fenestraz        | Nissan Formula E Team            | +8.686         | 15.      | N/A    |
| 16.  | 18 | Jehan Daruvala         | Maserati MSG Racing              | +14.031        | 18.      | N/A    |
| 17.  | 33 | Dan Ticktum            | ERT Formula E Team               | +14.186        | 5.       | N/A    |
| 18.  | 22 | Caio Collet            | Nissan Formula E Team            | +15.005        | 13.      | N/A    |
| 19.  | 37 | Nick Cassidy           | Jaguar TCS Racing                | +15.445        | 10.      | N/A    |
| 20.  | 16 | Sébastien Buemi        | Envision Racing                  | +58.409        | 22.      | N/A    |
| 21.  | 5  | Jake Hughes            | NEOM McLaren Formula E Team      | +1 Lap         | 2.       | N/A    |
| Ki   | 7  | Maximilian Günther     | Maserati MSG Racing              | Baleset        | 17.      | N/A    |

## 2. verseny

### 3. szabadedzés
| Poz. | #  | Versenyző              | Csapat                           | Idő      | Különbség |
| ---- | -- | ---------------------- | -------------------------------- | -------- | --------- |
| 1    | 9  | Mitch Evans            | Jaguar TCS Racing                | 1:08.659 | N/A       |
| 2    | 37 | Nick Cassidy           | Jaguar TCS Racing                | 1:08.703 | +0.044    |
| 3    | 5  | Jake Hughes            | NEOM McLaren Formula E Team      | 1:08.766 | +0.107    |
| 4    | 13 | António Félix da Costa | TAG Heuer Porsche Formula E Team | 1:08.817 | +0.158    |
| 5    | 16 | Sébastien Buemi        | Envision Racing                  | 1:08.872 | +0.213    |
| 6    | 33 | Dan Ticktum            | ERT Formula E Team               | 1:08.937 | +0.278    |
| 7    | 17 | Norman Nato            | Andretti Formula E               | 1:08.941 | +0.282    |
| 8    | 4  | Robin Frijns           | Envision Racing                  | 1:08.968 | +0.309    |
| 9    | 48 | Edoardo Mortara        | Mahindra Racing                  | 1:09.035 | +0.376    |
| 10   | 23 | Sacha Fenestraz        | Nissan Formula E Team            | 1:09.078 | +0.419    |
| 11   | 22 | Caio Collet            | Nissan Formula E Team            | 1:09.103 | +0.444    |
| 12   | 21 | Nyck de Vries          | Mahindra Racing                  | 1:09.145 | +0.486    |
| 13   | 25 | Jean-Éric Vergne       | DS Penske                        | 1:09.151 | +0.492    |
| 14   | 94 | Pascal Wehrlein        | TAG Heuer Porsche Formula E Team | 1:09.156 | +0.497    |
| 15   | 1  | Jake Dennis            | Andretti Formula E               | 1:09.158 | +0.499    |
| 16   | 3  | Sérgio Sette Câmara    | ERT Formula E Team               | 1:09.172 | +0.513    |
| 17   | 51 | Nico Müller            | ABT CUPRA Formula E Team         | 1:09.202 | +0.543    |
| 18   | 2  | Stoffel Vandoorne      | DS Penske                        | 1:09.247 | +0.588    |
| 19   | 7  | Maximilian Günther     | Maserati MSG Racing              | 1:09.262 | +0.603    |
| 20   | 8  | Sam Bird               | NEOM McLaren Formula E Team      | 1:09.302 | +0.643    |
| 21   | 11 | Lucas di Grassi        | ABT CUPRA Formula E Team         | 1:09.349 | +0.690    |
| 22   | 18 | Jehan Daruvala         | Maserati MSG Racing              | 1:10.080 | +1.421    |

### Időmérő

#### Csoportkör

##### A csoport
| Poz. | #  | Versenyző          | Csapat                      | Idő      | Különbség |
| ---- | -- | ------------------ | --------------------------- | -------- | --------- |
| 1    | 4  | Robin Frijns       | Envision Racing             | 1:09.665 | N/A       |
| 2    | 25 | Jean-Éric Vergne   | DS Penske                   | 1:09.677 | +0.012    |
| 3    | 37 | Nick Cassidy       | Jaguar TCS Racing           | 1:09.737 | +0.072    |
| 4    | 5  | Jake Hughes        | NEOM McLaren Formula E Team | 1:09.755 | +0.090    |
|      |    |                    |                             |          |           |
| 5    | 18 | Jehan Daruvala     | Maserati MSG Racing         | 1:09.758 | +0.093    |
| 6    | 9  | Mitch Evans        | Jaguar TCS Racing           | 1:09.821 | +0.156    |
| 7    | 51 | Nico Müller        | ABT CUPRA Formula E Team    | 1:09.836 | +0.171    |
| 8    | 33 | Dan Ticktum        | ERT Formula E Team          | 1:09.869 | +0.204    |
| 9    | 16 | Sébastien Buemi    | Envision Racing             | 1:09.913 | +0.248    |
| 10   | 11 | Lucas di Grassi    | ABT CUPRA                   | 1:09.998 | +0.333    |
| 11   | 7  | Maximilian Günther | Maserati MSG Racing         | 1:10.005 | +0.340    |

##### B csoport
| Poz. | #  | Versenyző              | Csapat                           | Idő      | Különbség |
| ---- | -- | ---------------------- | -------------------------------- | -------- | --------- |
| 1    | 13 | António Félix da Costa | TAG Heuer Porsche Formula E Team | 1:09.726 | N/A       |
| 2    | 8  | Sam Bird               | NEOM McLaren Formula E Team      | 1:09.785 | +0.059    |
| 3    | 21 | Nyck de Vries          | Mahindra Racing                  | 1:09.810 | +0.084    |
| 4    | 94 | Pascal Wehrlein        | TAG Heuer Porsche Formula E Team | 1:09.853 | +0.127    |
|      |    |                        |                                  |          |           |
| 5    | 2  | Stoffel Vandoorne      | DS Penske                        | 1:09.857 | +0.131    |
| 6    | 48 | Edoardo Mortara        | Mahindra Racing                  | 1:09.885 | +0.159    |
| 7    | 23 | Sacha Fenestraz        | Nissan Formula E Team            | 1:09.906 | +0.180    |
| 8    | 3  | Sérgio Sette Câmara    | ERT Formula E Team               | 1:09.979 | +0.253    |
| 9    | 1  | Jake Dennis            | Andretti Formula E               | 1:09.983 | +0.257    |
| 10   | 17 | Norman Nato            | Andretti Formula E               | 1:10.015 | +0.289    |
| 11   | 22 | Caoi Collet            | Nissan Formula E Team            | 1:10.061 | +0.335    |

#### Párbaj
|  | Negyeddöntő | Negyeddöntő            | Negyeddöntő            |                        |  | Középdöntő | Középdöntő | Középdöntő |  |  | Döntő | Döntő | Döntő |  |
|  |             |                        |                        |                        |  |            |            |            |  |  |       |       |       |  |
|  | A2          | Jean-Éric Vergne       | Jean-Éric Vergne       |                        |  |            |            |            |  |  |       |       |       |  |
|  | A2          | Jean-Éric Vergne       | Jean-Éric Vergne       |                        |  |            |            |            |  |  |       |       |       |  |
|  | A3          | Nick Cassidy           | Nick Cassidy           |                        |  |            |            |            |  |  |       |       |       |  |
|  | A3          | Nick Cassidy           | Nick Cassidy           | Jean-Éric Vergne       |  |            |            |            |  |  |       |       |       |  |
|  |             |                        |                        |                        |  |            |            |            |  |  |       |       |       |  |
|  |             |                        | Robin Frijns           |                        |  |            |            |            |  |  |       |       |       |  |
|  | A1          | Robin Frijns           | Robin Frijns           |                        |  |            |            |            |  |  |       |       |       |  |
|  | A1          | Robin Frijns           | Robin Frijns           |                        |  |            |            |            |  |  |       |       |       |  |
|  | A4          | Jake Hughes            | Jake Hughes            |                        |  |            |            |            |  |  |       |       |       |  |
|  | A4          | Jake Hughes            | Jake Hughes            | Jean-Éric Vergne       |  |            |            |            |  |  |       |       |       |  |
|  |             |                        |                        |                        |  |            |            |            |  |  |       |       |       |  |
|  |             |                        | António Félix da Costa |                        |  |            |            |            |  |  |       |       |       |  |
|  | B2          | Sam Bird               | Sam Bird               |                        |  |            |            |            |  |  |       |       |       |  |
|  | B2          | Sam Bird               | Sam Bird               |                        |  |            |            |            |  |  |       |       |       |  |
|  | B3          | Nyck de Vries          | Nyck de Vries          |                        |  |            |            |            |  |  |       |       |       |  |
|  | B3          | Nyck de Vries          | Nyck de Vries          | António Félix da Costa |  |            |            |            |  |  |       |       |       |  |
|  |             |                        |                        |                        |  |            |            |            |  |  |       |       |       |  |
|  |             |                        | Sam Bird               |                        |  |            |            |            |  |  |       |       |       |  |
|  | B1          | António Félix da Costa | António Félix da Costa |                        |  |            |            |            |  |  |       |       |       |  |
|  | B1          | António Félix da Costa | António Félix da Costa |                        |  |            |            |            |  |  |       |       |       |  |
|  | B4          | Pascal Wehrlein        | Pascal Wehrlein        |                        |  |            |            |            |  |  |       |       |       |  |

#### Időmérő eredményének összefoglalója
| Poz. | #  | Versenyző              | Csapat    | A        | B        | ND       | KD       | D        | Rajtrács |
| ---- | -- | ---------------------- | --------- | -------- | -------- | -------- | -------- | -------- | -------- |
| 1.   | 25 | Jean-Éric Vergne       | DS Penske | 1:09.677 | N/A      | 1:08.875 | 1:08.862 | 1:08.779 | 1.       |
| 2.   | 13 | António Félix da Costa | Porsche   | N/A      | 1:09.726 | 1:08.750 | 1:08.856 | 1:08.804 | 2.       |
| 3.   | 8  | Sam Bird               | McLaren   | N/A      | 1:09.785 | 1:09.138 | 1:08.990 | N/A      | 3.       |
| 4.   | 4  | Robin Frijns           | Envision  | 1:09.665 | N/A      | 1:08.819 | 1:09.081 | N/A      | 4.       |
| 5.   | 5  | Jake Hughes            | McLaren   | 1:09.755 | N/A      | 1:08.833 | N/A      | N/A      | 5.       |
| 6.   | 37 | Nick Cassidy           | Jaguar    | 1:09.737 | N/A      | 1:09.016 | N/A      | N/A      | 6.       |
| 7.   | 94 | Pascal Wehrlein        | Porsche   | N/A      | 1:09.853 | 1:09.123 | N/A      | N/A      | 7.       |
| 8.   | 21 | Nyck de Vries          | Mahindra  | N/A      | 1:09.810 | 1:09.330 | N/A      | N/A      | 8.       |
| 9.   | 18 | Jehan Daruvala         | Maserati  | 1:09.758 | N/A      | N/A      | N/A      | N/A      | 9.       |
| 10.  | 2  | Stoffel Vandoorne      | DS Penske | N/A      | 1:09.857 | N/A      | N/A      | N/A      | 10.      |
| 11.  | 9  | Mitch Evans            | Jaguar    | 1:09.821 | N/A      | N/A      | N/A      | N/A      | 11.      |
| 12.  | 48 | Edoardo Mortara        | Mahindra  | N/A      | 1:09.885 | N/A      | N/A      | N/A      | 12.      |
| 13.  | 51 | Nico Müller            | ABT CUPRA | 1:09.836 | N/A      | N/A      | N/A      | N/A      | 13.      |
| 14.  | 23 | Sacha Fenestraz        | Nissan    | N/A      | 1:09.906 | N/A      | N/A      | N/A      | 14.      |
| 15.  | 33 | Dan Ticktum            | ERT       | 1:09.869 | N/A      | N/A      | N/A      | N/A      | 15.      |
| 16.  | 3  | Sérgio Sette Câmara    | ERT       | N/A      | 1:09.979 | N/A      | N/A      | N/A      | 16.      |
| 17.  | 16 | Sébastien Buemi        | Envision  | 1:09.913 | N/A      | N/A      | N/A      | N/A      | 17.      |
| 18.  | 1  | Jake Dennis            | Andretti  | N/A      | 1:09.983 | N/A      | N/A      | N/A      | 18.      |
| 19.  | 11 | Lucas di Grassi        | ABT CUPRA | 1:09.998 | N/A      | N/A      | N/A      | N/A      | 19.      |
| 20.  | 17 | Norman Nato            | Andretti  | N/A      | 1:10.015 | N/A      | N/A      | N/A      | 20.      |
| 21.  | 7  | Maximilian Günther     | Maserati  | 1:10.005 | N/A      | N/A      | N/A      | N/A      | 21.      |
| 22.  | 22 | Caoi Collet            | Nissan    | N/A      | 1:10.061 | N/A      | N/A      | N/A      | 22.      |

### Futam
| Poz. | #  | Versenyző              | Csapat                           | Idő/kiesés oka | Rajthely | Pontok |
| ---- | -- | ---------------------- | -------------------------------- | -------------- | -------- | ------ |
| 1.   | 13 | António Félix da Costa | TAG Heuer Porsche Formula E Team | 36:21.519      | 2.       | 25     |
| 2.   | 4  | Robin Frijns           | Envision Racing                  | +0.332         | 4.       | 18+1   |
| 3.   | 9  | Mitch Evans            | Jaguar TCS Racing                | +3.194         | 11       | 15     |
| 4.   | 94 | Pascal Wehrlein        | TAG Heuer Formula E Team         | +3.262         | 7.       | 12     |
| 5.   | 25 | Jean-Éric Vergne       | DS Penske                        | +3.683         | 1.       | 10+3   |
| 6.   | 51 | Nico Müller            | ABT CUPRA Formula E Team]]       | +3.785         | 13       | 8      |
| 7.   | 17 | Norman Nato            | Andretti Formula E               | +4.887         | 20.      | 6      |
| 8.   | 7  | Maximilian Günther     | Maserati MSG Racing              | +5.692         | 21.      | 4      |
| 9.   | 16 | Sébastien Buemi        | Envision Racing                  | +6.250         | 17.      | 2      |
| 10.  | 1  | Jake Dennis            | Andretti Formula E               | +6.840         | 18.      | 1      |
| 11.  | 2  | Stoffel Vandoorne      | DS Penske                        | +7.490         | 10.      | N/A    |
| 12.  | 18 | Jehan Daruvala         | Maserati MSG Racing              | +7.928         | 9.       | N/A    |
| 13.  | 37 | Nick Cassidy           | Jaguar TCS Racing                | +8.078         | 6.       | N/A    |
| 14.  | 3  | Sérgio Sette Câmara    | ERT Formula E Team               | +10.044        | 16.      | N/A    |
| 15.  | 33 | Dan Ticktum            | ERT Formula E Team               | +10.111        | 15.      | N/A    |
| 16.  | 22 | Caio Collet            | Nissan Formula E Team            | +11.290        | 22.      | N/A    |
| 17.  | 11 | Lucas di Grassi        | ABT CUPRA Formula E Team         | +12.575        | 19.      | N/A    |
| 18.  | 23 | Sacha Fenestraz        | Nissan Formula E Team            | +20.628        | 14.      | N/A    |
| Ki   | 48 | Edoardo Mortara        | Mahindra Racing                  | Baleset        | 12.      | N/A    |
| Ki   | 8  | Sam Bird               | NEOM McLaren Formula E Team      | Baleset        | 3.       | N/A    |
| Ki   | 21 | Nyck de Vries          | Mahindra Racing                  | Baleset        | 8        | N/A    |
| Ki   | 5  | Jake Hughes            | NEOM McLaren Formula E Team      | Baleset        | 5.       | N/A    |